# Филд, Натан
Натан (Натаниэль) Филд (англ. Nathan Field, Feild, крещён 17 октября 1587 г. — май 1619/август 1620 гг., по другим данным 1633 г.) — английский актёр и драматург.

## Биография
Сын проповедника Джона Филда. Отец умер, когда Натану не было и года. Сын пуританина, отрицательно относившегося к общественным развлечениям, вероятно, не собирался посвятить свою жизнь театру. Учился в школе Святого Павла у педагога Ричарда Малкастера.
По приглашению Натаниэла Джайлса, руководителя «детей Королевской капеллы и Святого Павла», вошёл в труппу, дававшую представления в общедоступном лондонском театре «Блэкфрайерс» около 1600 г. В юности исполнял женские роли. Играл в пьесах Бена Джонсона «Празднества Цинтии» (1600), «Рифмоплёт» (1601), «Эписин, или Молчаливая женщина» (1609—1610), Бомонта «Рыцарь Пламенеющего Пестика» (1607, возможно в роли Хэмфри), Джорджа Чапмена «Бюсси д’Амбуаз» (1606, главная роль). Автор пьес: «Женщина-флюгер» (A Woman’s a Weathercock, 1612), «Компенсация для леди» (Amends for Ladies, 1618) и «Роковое приданое» (The Fatal Dowry, 1632, в соавторстве с Мессинджером).
С роспуском труппы Блекфрайерса перешёл в труппу, возглавляемую Ричардом Бёрбеджем. В труппе «Слуг короля» Филд, возможно, исполнял роли Вольторе в «Вольпоне» и Фейса в «Алхимике» Бена Джонсона. Филд упомянут в Первом фолио в числе 26 актёров, игравших в пьесах Шекспира.